# 석곡동 (광주)
석곡동(石谷洞)은 광주광역시 북구의 행정동이다.

## 문화재
- 정지장군예장석묘
- 광주 충효동 왕버들 군
- 경열사
- 충장사
- 광주 충효동 정려비각

## 연혁
- 조선후기 광주목이 광주군으로 개칭되어 충효지역은 광주군 석저면, 청옥지역은 광주군 상대곡면, 장운지역 은 광주군 하대곡면에 속함.
- 1914년 4월 1일 광주군 석저면, 상대곡면, 하대곡면, 창평군 내남면과 창평군 서면 일부가 광주군 석곡면으로 통폐합

| 조선총독부령 제111호      |                                                                                |               |
| 구 행정구역               | 구 행정구역                                                                    | 신 행정구역   |
| 광주군 석저면(石底面)     | 원촌리(元村里), 신촌리(新村里), 이치리(梨峙里)                                 | 석곡면 금곡리 |
| 광주군 석저면(石底面)     | 본촌리(本村里), 덕의리(德義里)                                                 | 석곡면 덕의리 |
| 광주군 석저면(石底面)     | 평무리(平茂里), 북촌리(北村里), 충효리(忠孝里), 평촌리(坪村里), 당촌리(唐村里) | 석곡면 충효리 |
| 광주군 상대곡면(上大谷面) | 분토리(粉土里)                                                                 | 석곡면 망월리 |
| 광주군 상대곡면(上大谷面) | 신촌리(新村里), 등촌리(嶝村里)                                                 | 석곡면 청풍리 |
| 광주군 상대곡면(上大谷面) | 화암리(花岩里)                                                                 | 석곡면 화암리 |
| 광주군 상대곡면(上大谷面) | 용호리(龍虎里)                                                                 | 석곡면 장등리 |
| 광주군 하대곡면(下大谷面) | 장동리(長洞里)                                                                 | 석곡면 장등리 |
| 광주군 하대곡면(下大谷面) | 어운리(魚雲里), 복정리(福亭里)                                                 | 석곡면 운정리 |
- 1935. 10. 1 광주읍이 광주부로 승격되면서 광주군은 광산군으로 변경
- 1955. 7. 1 광산군 석곡면 5개리가 광주시로 편입, 나머지 3개리는 담양군 남면으로 편입. 석곡면 폐지
- 1957. 11. 6 담양군 남면에 편입되었던 구 석곡면 3개리가 광주시로 편입
- 1961. 3. 10 북부출장소 관할
- 1973. 7. 1 구제 실시로 동구 석곡출장소 관할
- 1980. 4. 1 북구청이 개청되면서 북구 관할
- 1998. 9. 21 충효동, 청옥동, 장운동이 석곡동으로 통합

## 교육
- 광주동초등학교 (충효분교)

## 시설
- 중소기업호남연수원
- 국립 5·18 민주 묘지
- 망월묘지공원

## 언론
- 광주극동방송